# Narodowy Front Wyzwolenia Ogadenu

Flaga Narodowego Frontu Wyzwolenia Ogadenu

Narodowy Front Wyzwolenia Ogadenu (ONFL) – separatystyczne ugrupowanie rebelianckie walczące z wojskiem etiopskim o oderwanie Ogadenu od reszty Etiopii i przyłączenie do Somalii lub o przyznanie jej szerokiej autonomii. Ugrupowanie powstało w 1984.
Rząd etiopski uważa ONFL za organizację terrorystyczną.

## Historia
ONLF powstał w 1984 po porażce Somalii w wojny w Ogadenie. Narodowy Front Wyzwolenia Ogadenu brał udział w wojnie domowej w Etiopii (1974–1991). Po upadku dyktatora Mengystu Hajle Marjama ONFL zdobył wielką popularność w Ogadenie. Rebelianci z Ogadenu oskarżają rząd w Addis Abebie o marginalizowanie somalijskiej społeczności, która stanowi większość w Ogadenie.
W wyborach w grudniu 1992, członkowie ONLF zdobyli 80% miejsc w lokalnym parlamencie. Wybory parlamentarne w 1995 wygrała partia ESDL, kończąc tym samym rządy Narodowego Frontu w Ogadenie. ONLF oskarżył rząd Etiopii o uciskania jej członków, a ONLF został oskarżony o zabójstwo innego somalijskiego polityka.
W 1995 ugrupowanie podjęło rebelię w Ogadenie. Zintensyfikowane działa w konflikcie przypadły na lata 2007–2008. 24 kwietnia 2007 członkowie bojówki ONLF dokonali atak na instalacje naftowe w mieście Abole. W wyniku tego śmierć poniosło 65 etiopskich i 9 chińskich pracowników. Po tym rząd w Addis Abebie nakazał armii ostateczne zduszenie rebelii. O tym jak toczyły się walki świat dowiadywał się jedynie z meldunków poszczególnych stron. Zazwyczaj druga strona zaprzeczała militarnemu sukcesowi przeciwnika. Podczas trwania konfliktu według Human Rights Watch rebelianci dokonywali uprowadzeń, napadów i egzekucji cywilów, oskarżonych o współpracę z rządem.
Według rządu etiopskiego rebelianci z Ogadenu są wspierani przez Erytreę i somalijskie bojówki. Strony te jednak zaprzeczają.